# 番子 (嘉義縣)
番子，原寫為番仔，是臺灣嘉義縣民雄鄉的一個傳統地域名稱，位於該鄉北部西側。相較於今日行政區，其範圍大致為福權村不含東南端凸出部分及南端凸出部分。

## 歷史
台灣日治初期，番子地區為一街庄（舊制街庄），稱為「番仔庄」，隸屬於打貓南堡。該庄北與柳仔溝庄為鄰，東北及東與頂藔庄為鄰，南邊為打貓街、菁埔庄，西邊為厝仔庄。
1901年（日治明治三十四年）11月11日，全台設置二十廳，該庄隸屬於嘉義廳。1904年（明治三十七年）2月15日，該庄編入「打貓區」，隸屬於嘉義廳。1909年（明治四十二年）10月25日，全台整併二十廳為十二廳，該庄仍隸屬於嘉義廳。1910年（明治四十三年）1月18日，各區管轄區域調整，該庄仍隸屬於嘉義廳的「打貓區」。
1920年（大正九年）10月1日，全台廢十二廳改設五州二廳，該庄改制並雅化為「番子」大字，隸屬於臺南州嘉義郡民雄庄（新制街庄）。
戰後民雄庄改制為民雄鄉，隸屬於臺南縣，大字亦改制為村。1950年（民國39年）10月，雲、嘉、南分治，民雄鄉改隸屬於嘉義縣。

## 聚落
本地區發展較早的聚落為番仔庄，在日治期初期的官方地圖上已有記載。此外，本地區尚有下寮聚落。

## 交通
國道1號又稱「中山高速公路」，是台灣西部兩條縱向高速公路之一，經過本地區東南部，並在南臨菁埔地區的縣道164號交會處設有民雄交流道。由此可快速前往國道1號沿線各地。
縣道164號是金湖至民雄（實際終點在新庄子）的道路，經過本地區西南角。由該道路西行可前往新港鄉、六腳鄉東北端、北港鎮、水林鄉、口湖鄉，並止於新港（金湖）聚落東側的省道台17線路口暨省道台61線（西部濱海快速公路）口湖交流道；東行可前往民雄鄉民雄市區南側、新庄子地區西南部，並止於縣道162乙線轉角路口。
鄉道嘉77-1線是厝仔至番仔庄的道路。
鄉道嘉88線是崙尾至頂土庫的道路。
鄉道嘉89線是下寮至民雄的道路。
鄉道嘉89-1線是下寮至番仔庄的道路。
鄉道嘉106線是菁埔至大草埔的道路。